# Jack Graham

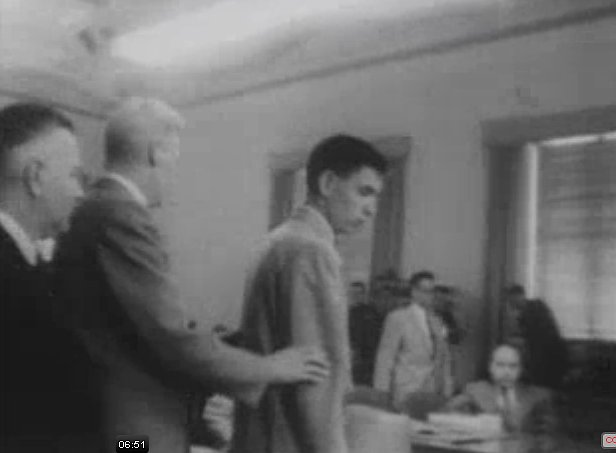
Jack Graham

John (Jack) Gilbert Graham (Denver, 23 januari 1932 – Cañon City, 11 januari 1957) was een Amerikaanse massamoordenaar die met behulp van een tijdbom gevuld met dynamiet op 1 november 1955 negenendertig passagiers en vijf bemanningsleden aan boord van United Airlines Flight 629 om het leven bracht, enkele minuten nadat het vliegtuig na een tussenlanding in Denver was opgestegen. Graham stopte die bom bij zijn moeder in haar reiskoffer en sloot kort voor vertrek van de vlucht een levensverzekering van 37.500 dollar op haar af in de vertrekhal van de luchthaven. Graham werd gearresteerd en bekende de moord op zijn moeder. Hij werd ter dood veroordeeld en op 11 januari 1957 in de staat Colorado geëxecuteerd.

## Achtergrond
John Graham werd op 23 januari 1932 geboren in Denver, Colorado. Hij was de eerste zoon van Daisie Graham (1902-1955) en haar tweede echtgenoot William Graham (1872-1938). Hij was tevens het tweede kind van zijn moeder, die al een dochter uit haar vorige huwelijk had. Graham werd geboren tijdens de Grote Depressie en in 1938 overleed zijn vader op 66-jarige leeftijd aan een longontsteking. Daisie werd uit financiële noodzaak gedwongen John, die nog maar zes jaar oud was, naar een weeshuis te sturen. In 1941 trouwde ze met de rijke veefokker Earl King, maar hoewel ze weer geld genoeg had, haalde ze John niet uit het weeshuis. Dit leidde ertoe dat John haatgevoelens jegens zijn moeder begon te koesteren. Hij voelde zich door haar in de steek gelaten. De twee onderhielden tot 1954 geen contact meer met elkaar. Graham zou voor de rechtbank verklaren dat hij toen al het plan had opgevat wraak op zijn moeder te nemen vanwege zijn verpeste, eenzame jeugd.
In 1955 ontsnapte Daisie King ternauwernood aan de dood door een gasexplosie in haar restaurant. John Graham bekende voor de rechtbank dat die gasexplosie een mislukte poging was geweest om zijn moeder te vermoorden.

## Rechtszaak
De rechtszaak tegen Graham in Colorado begon in 1956 en werd rechtstreeks op televisie uitgezonden. Colorado was daarmee de eerste staat die de aanwezigheid van televisiecamera's tijdens een strafzaak toestond. Er was toentertijd nog geen wet die het opblazen van vliegtuigen strafbaar stelde, waardoor Graham niet vervolgd kon worden voor de moord op alle passagiers en de bemanning. Hij werd daarom alleen vervolgd voor de moord met voorbedachten rade op zijn moeder. Graham verklaarde in de gevangenis het waard gevonden te hebben meerdere mensenlevens op te offeren voor de moord op zijn moeder. Hij zei letterlijk: "Het hadden er wel duizend kunnen zijn." In februari 1956 deed Graham een mislukte zelfmoordpoging in zijn cel, waarna hij vierentwintig uur per dag onder observatie kwam te staan. Op 11 januari 1957 werd hij terechtgesteld in de gaskamer van de penitentiaire inrichting van Colorado in Cañon City. Zijn laatste woorden waren een typische vorm van galgenhumor, waar hij vooral de spot dreef met de dood van zijn moeder.